# JNNフラッシュニュース
『JNNフラッシュニュース』（ジェイエヌエヌ フラッシュニュース、英称:JNN FLASH NEWS）は、日本のTBSテレビ系列（JNN）各局で夜に放送されているスポットニュース番組である。1963年（昭和38年）1月1日放送開始 。2019年（平成31年）3月に土曜日の放送が打ち切られるまでは、毎日放送していた。
2022年現在、当該時間帯における在京キー局唯一、かつ同一タイトルで続いているスポットニュース番組では最も長寿のJNNの冠番組である。

## 概要
特別番組（特番）編成によって繰り上げや繰り下げがある。提供スポンサーは系列各局ごとに異なる。本来ならば当番組もJNN協定の発動対象にあたることからローカル差し替えはできないが、地方の首長選挙や気象関係（台風接近や豪雨などで被害が出ているようなケース）、その他差し替えるに足るような大きな事件・事故があった場合は「特例」として、当該局のローカルニュースに差し替えられる場合がある。その場合も番組タイトルは変更されず、オープニングのタイトルは差し替えた局がTBSと同じタイトルを独自送出しているが、ロゴの効果音とアニメーションがなかったり、1世代前以前のタイトルロゴを使用する例がある。
通常はTBSの報道フロアから放送しているが（Nスタジオは使用せず）、半期に一度放送される『オールスター感謝祭』では、休憩時間中に『感謝祭』のBスタジオからキャスターがニュースを2006年春まで伝えていた。しかし、2006年秋以降は大道具セット入れ替えの兼ね合いから、本番組そのものを内包する形式で放送（報道フロアからの放送）されている（一部の局ではスポンサーもそのまま入った）が、2009年春はニュースコーナーそのものがなかった。
近年は『オールスター感謝祭』以外にも、期首改編シーズンに放送時間が3時間以上になる特番を放送する場合やサッカーのキリンチャレンジカップ・FIFAワールドカップ予選等の国際試合中継のハーフタイム中も、同様の形式で放送する場合がある。
2013年頃から、21時台ドラマ『木曜ドラマ9→木曜ドラマ劇場』『日曜劇場』の初回SPが放送される際は、20時58分 - 21時に縮小され、ステーションブレイクなしでドラマに接続したり、直前番組を21時まで伸ばしてステブレレス接続し、ドラマ終了後に当番組を放送する（番組交換）するケースも出ている。
番組本編に入る前のカウキャッチャーで、TBSの番組宣伝コマーシャルが挿入される場合がある（系列各局もこのカウキャッチャーをネットしている）。かつては『JNNニュース』『JNNニュースコープ』などと共通のオープニング映像およびテーマ曲が使われていたが、1984年頃からオープニングが簡略化され、2000年代初頭まではスタジオの遠景もしくは情報カメラの夜景をバックにタイトルと提供読みを5秒程流すのみとなった。2000年代からはオープニングがなくなり、当時裏番組だった『NNNニューススポット』（日本テレビ）と同様、アナウンサーの挨拶から直接番組が始まるスタイルとなったが、2017年10月のリニューアルからは昼の『JNNニュース』などに使われるSEが冒頭で流れるようになった。一部系列でスポンサーが付く場合、スポンサーCMがエンドテロップの後にヒッチハイクCMとして流れる青森テレビなどと、スポンサーのCMを消化後にエンドテロップを流す局がある。TBSやCBC、毎日放送はCMを流さずにスポンサーが制作した5秒のイメージ映像に提供読みを被せている。同じ地域の他民放局も同様。尤も、2024年以降に大半の回が前後番組への内包となったことから、通常のスポンサーCMで対応していた局ではそれらのCMを挟めなくなり、PT形式への移行を余儀なくされた例もある。
排他協定が発動する番組であるためか、20時54分に放送される民放のスポットニュース番組では、唯一全国統一のタイトルかつほぼ全国同時ネットしている番組である。前述の通り、系列各局のローカルニュースを放送しても、他局のようにタイトルを改変することはない。フジテレビが当該時間帯のスポットニュースから撤退した2018年4月からは、当該時間帯における在京民放唯一のスポットニュース番組となった。
火曜日は2008年10月から2009年9月まで、20時・21時台に『バラエティーニュース キミハ・ブレイク』（19:55 - 21:48）が編成されたため、火曜日のみ通常の放送時間が21時48分 - 21時54分に変更された。ただ、『キミハ・ブレイク』が『ぴったんこカン・カン』の2時間スペシャル等で休止された際には、他の曜日同様20時54分で放送されることもあった。
2009年春の改編では、タイトルはそのままで『JNN NEWS』（全国）と『TBS NEWS』（関東ローカル）の統合タイトル『THE NEWS』へのリニューアルに倣い、当番組内のテロップも『THE NEWS』仕様のものへと移行した（「はなまるマーケット」内のニュースも同様）。しかし、この『THE NEWS』が1年で終了し以前の『JNN NEWS』と『TBS NEWS』に戻ったため、2010年4月から現在の『JNN NEWS』と同様のテロップに移行した。
2012年3月26日、約20年ぶりにタイトルロゴ字体が変更された（「ジ〜ン」が消滅）。2017年10月2日からも新ブランド『TBS NEWS』との統一を行うためにタイトルロゴが再度変更され、2020年3月30日にはTBS全体の統一コーポレートロゴを新たに制定したため、本番組のタイトルロゴもマイナーチェンジが施された。
2014年4月からは平日のみリアルタイム字幕放送も開始、2017年4月からは日曜にも開始。この月から、水曜の『水トク!（第2期）』が19時56分 - 21時54分に繰り下がり、更に『水曜日のダウンタウン』が22時台に編成されるも、関東他一部地域で21時56分 - 22時54分に編成されたため、21時54分 - 21時56分に繰り下げ縮小されて放送される。同時期から、一部の曜日に19時からの2時間番組が編成された時は、20時57分 - 21時に短縮して放送された。19時からの3時間番組や、20時台からの2時間番組の時は21時48分まで繰り下げるも、金曜日以外の正式開始時刻が21:49:15（1分15秒の前CM入り。20時台でも同じ）なのに対し、金曜日は前CMを2分増やして21:51:30から始まる様になった。
2015年秋の改編では、木曜20時台番組の『ニンゲン観察バラエティ モニタリング』が21時台への2時間番組に拡大され、22時台の『櫻井有吉アブナイ夜会』が関東他一部地域のみ21時56分 - 22時54分に繰り上げ拡大されたため、木曜放送分は水曜放送分同様の放送時間と同じ、21時54分 - 21時56分に繰り下げ・縮小された。
2016年春の改編では、月曜20時台番組『直撃!コロシアム!! ズバッと!TV』が19時56分 - 20時57分に編成されたため、月曜日放送分は20時57分 - 21時に縮小、火曜日・金曜日は21時台の『マツコの知らない世界』・『中居正広の金曜日のスマイルたちへ』が20時57分 - 22時に拡大されたため、火曜日・金曜日放送分は20時54分 - 20時57分に縮小、水曜日・木曜日は22時台の『水曜日のダウンタウン』・『櫻井・有吉 THE夜会』が21時57分 - 22時54分に縮小されるため、水曜日・木曜日放送分は21:54 - 21:57に拡大。平日放送分は3分に統一された。
2017年1月から、月曜21時台番組『月曜名作劇場』が1時間繰り上がって20時開始となるため、月曜日放送分は21時50分 - 21時53分に繰り下げ。
10月から、月曜は従前から10分拡大となった『月曜名作劇場』の内包番組に変更となり、水曜日・木曜日は従前から3分繰り下げとなった。
2019年3月に『月曜名作劇場』が終了し、2019年の春の改編で月曜20時台番組『有田哲平と高嶋ちさ子の人生イロイロ超会議』が20時 - 20時57分に編成されるため、4月以降は月曜日放送分は約2年3か月ぶりに20時57分 - 21時に編成され、かつ約1年半ぶりに単独番組に戻った。その一方、土曜日が3月に廃止された。たまたま月曜日・火曜日・金曜日のスペシャル番組では本番組を内包するケースがあり、水曜日・木曜日の22時台の番組が21時57分開始になった場合、22時台の番組の放送途中に挿入されることがある。
2020年11月2日から、平日の『news23』放送日に限って、『news23』本番前のスタジオセットからストレートニュース1項目を『news23』の予告とセットで紹介。当日に『news23』のスタジオへ出演するキャスターから1名が当番組のキャスターを兼ねているほか、タイトルロゴを除くテロップを『news23』仕様に合わせている。

### フラッシュニュース（関東ローカル）
- 19時台のうち、1時間番組を編成していた1989年10月 - 1992年9月の火曜、1991年4月 - 1992年9月の水曜、それぞれ19:54 - 19:58で放送されていた。同時期の月曜 - 木曜19:58 - 20:00、金曜19:28 - 19:30には天気予報を放送。
- その後、1992年10月 - 1994年3月、『ムーブ』開始にから19時台が1時間番組に統一されたことに伴い、TBSでは月 - 木曜19:54 - 20:00で放送された。前半はローカルニュース、後半は関東地方の天気予報だった。
- ローカル枠のためJNNの文字はつかず、『フラッシュニュース』として放送された。
- テーマ曲は、『JNNフラッシュニュース』では廃止されていたものの、当番組は同時期の『JNN NEWS』の年末年始用の曲が使われていた。
- キャスターは若手アナウンサーがシフト制で担当し、放送後に当直勤務に入って当日最終と翌日早朝のラジオの『TBS NEWS』を兼務した。コジマまたは東鳩製菓（現在：東ハト）の一社提供であった。
- 1994年春の改編でミニ番組（『E・T』→『Try It』）が編成されたことで一旦終了したが、1996年4月から1999年3月まで、同じ放送時間に『ニュース&ウェザー』に改題されて復活した。バーミヤンまたは「TOKYO1週間」（講談社）の一社提供であった。

## 担当者
いずれもTBSテレビのアナウンサーで、2025年7月以降の担当者。
- 月 - 木曜日：藤森祥平 - 同日の『news23』を兼務。喜入友浩、渡部峻が担当する場合もある。
- 金曜日：喜入友浩 - 同日の『news23』を兼務。上村彩子が担当する場合もある。
- 日曜日：上村彩子 - 同日の『Nスタ』を兼務。
  - 特別編成で『news23』が休止される場合は、代替で放送される同日最終の『JNNニュース』の担当者が兼務する。

## 放送時間
| 期間                          | 放送時間                   | 放送時間 | 放送時間 | 放送時間 | 放送時間 | 放送時間   | 放送時間 | 放送分      | 放送分   | 放送分 |
| 期間                          | 月曜                       | 火曜     | 水曜     | 木曜     | 金曜     | 土曜       | 日曜     | 月曜 - 金曜 | 土曜     | 日曜   |
| ----------------------------- | -------------------------- | -------- | -------- | -------- | -------- | ---------- | -------- | ----------- | -------- | ------ |
| 1963年1月1日 - 3月31日        | 19:56 1                    | 20:56    | 20:56    | 20:56    | 20:56    | 20:56      | 20:56    | 4分         | 4分      | 4分    |
| 1963年4月1日 - 1964年1月5日   | 19:56 1                    | 21:11 2  | 20:56    | 20:56    | 20:56    | 20:56      | 20:56    | 4分         | 4分      | 4分    |
| 1964年1月6日 - 1969年3月30日  | 20:56                      | 20:56    | 20:56    | 20:56    | 20:56    | 20:56      | 20:56    | 4分         | 4分      | 4分    |
| 1969年3月31日 - 9月28日       | 20:56                      | 20:56    | 20:56    | 20:56    | 21:26 3  | 20:56      | 20:56    | 4分         | 4分      | 4分    |
| 1969年9月29日 - 1970年3月29日 | 20:56                      | 20:56    | 20:56    | 20:56    | 20:56    | 20:56      | 20:56    | 4分         | 4分      | 4分    |
| 1970年3月30日 ｰ 1971年3月28日 | 20:56                      | 20:56    | 20:56    | 20:56    | 21:26 4  | 20:56      | 20:56    | 4分         | 4分      | 4分    |
| 1971年3月29日 ｰ 1972年3月26日 | 20:56                      | 20:56    | 20:56    | 20:56    | 20:56    | 20:56      | 20:56    | 4分         | 4分      | 4分    |
| 1972年3月27日 ｰ 9月24日       | 20:56                      | 20:56    | 20:56    | 20:56    | 20:56    | 20:56      | 21:26 5  | 4分         | 4分      | 4分    |
| 1972年9月25日 ｰ 1973年9月30日 | 20:55                      | 20:55    | 20:55    | 20:55    | 20:55    | 20:55      | 21:25 5  | 5分         | 5分      | 5分    |
| 1973年10月1日 ｰ 1982年10月3日 | 20:55                      | 20:55    | 20:55    | 20:55    | 20:55    | 20:55      | 20:55    | 5分         | 5分      | 5分    |
| 1982年10月4日 ｰ 1987年10月4日 | 20:54                      | 20:54    | 20:54    | 20:54    | 20:54    | 20:54      | 20:54    | 6分6        | 6分6     | 6分6   |
| 1987年10月5日 ｰ 1989年10月1日 | 20:54                      | 19:54 7  | 20:54    | 20:54    | 20:54    | 20:54      | 20:54    | 6分6        | 6分6     | 6分6   |
| 1989年10月2日 ｰ 2008年9月28日 | 20:54                      | 20:54    | 20:54    | 20:54    | 20:54    | 20:54      | 20:54    | 6分6        | 6分6     | 6分6   |
| 2008年9月29日 ｰ 2009年9月27日 | 20:54                      | 21:48 8  | 20:54    | 20:54    | 20:54    | 20:54      | 20:54    | 6分6        | 6分6     | 6分6   |
| 2009年9月28日 ｰ 2014年3月30日 | 20:54                      | 20:54    | 20:54    | 20:54    | 20:54    | 20:54      | 20:54    | 6分6        | 6分6     | 6分6   |
| 2014年3月31日 ｰ 2015年9月27日 | 20:54                      | 20:54    | 21:549   | 20:54    | 20:54    | 20:54      | 20:54    | 6分6        | 6分6     | 6分6   |
| 2015年9月28日 ｰ 2016年4月3日  | 20:54                      | 20:54    | 21:549   | 21:549   | 20:54    | 20:54      | 20:54    | 6分6        | 6分6     | 6分6   |
| 2016年4月4日 - 12月           | 20:57                      | 20:54    | 21:54    | 21:54    | 20:54    | 20:54      | 20:54    | 3分         | 6分      | 6分    |
| 2017年1月 - 10月1日           | 21:5010                    | 20:54    | 21:54    | 21:54    | 20:54    | 20:54      | 20:54    | 3分         | 6分      | 6分    |
| 2017年10月2日 ｰ 2019年3月31日 | （単独番組としてはなし）11 | 20:54    | 21:57    | 21:57    | 20:54    | 20:54      | 20:54    | 3分         | 6分      | 6分    |
| 2019年4月1日 - 2024年3月31日  | 20:57                      | 20:54    | 21:579   | 21:579   | 20:54    | （廃止）12 | 20:54    | 3分         | （廃止） | 6分    |
| 2024年4月1日 -                | 20:5813                    | 20:5513  | 21:5813  | 21:5813  | 20:5513  | （廃止）12 | 20:54    | 2分         | （廃止） | 6分    |

- 放送分はCMを含む。
- 1 20時台が30分番組2本立てのため。
- 2 『圭三ショー』放送のため。
- 3 『金曜ロードショー』放送のため。
- 4 『金曜映画劇場』放送のため。
- 5 『サンデービッグプレゼント→日曜ゴールデンシリーズ』放送のため。
- 6 1987年10月 - 1989年9月の火曜日に限り、4分の放送。2014年4月23日から2016年3月30日の水曜日、2015年10月8日から2016年3月31日の木曜日に限り、TBSほか一部系列では2分の放送（それ以外の系列局では6分の放送）[注 18]。
- 7 『ザ・ロードショー→火曜ロードショー→火曜ビッグシアター』放送のため[注 19]。
- 8 『バラエティーニュース キミハ・ブレイク』放送のため。
- 9 水曜日は『水トク!』（第2期）[注 20]→『世界くらべてみたら』・『ワールド極限ミステリー』放送のため、木曜日は『ニンゲン観察バラエティ モニタリング』放送のため。
- 10 『月曜名作劇場』放送のため[注 21]。
- 11 『月曜名作劇場』の内包番組。
- 12 土曜日では、長らく放送していたが、2019年4月20日放送分の「ジョブチューン」以降は放送されなくなった。
- 13 不定期に行われていた前後番組への内包が、2024年4月以降はほぼ定期に近い形で行われている。

## 系列のタイトルとネット状況
- ネット局名は2024年4月1日時点のものを明記。
- ○…同時ネット（JNN排他協定発動）

| 放送対象地域   | 放送局                    | 番組名                | ネット状況 | 備考      |
| -------------- | ------------------------- | --------------------- | ---------- | --------- |
| 関東広域圏     | TBSテレビ（TBS）          | JNNフラッシュニュース | ○          | 制作局    |
| 北海道         | 北海道放送（HBC）         | JNNフラッシュニュース | ○          |           |
| 青森県         | 青森テレビ（ATV）         | JNNフラッシュニュース | ○          |           |
| 岩手県         | IBC岩手放送（IBC）        | JNNフラッシュニュース | ○          | [ 注 22 ] |
| 宮城県         | 東北放送（tbc）           | JNNフラッシュニュース | ○          |           |
| 山形県         | テレビユー山形（TUY）     | JNNフラッシュニュース | ○          |           |
| 福島県         | テレビユー福島（TUF）     | JNNフラッシュニュース | ○          | [ 注 22 ] |
| 山梨県         | テレビ山梨（UTY）         | JNNフラッシュニュース | ○          |           |
| 新潟県         | 新潟放送（BSN）           | JNNフラッシュニュース | ○          |           |
| 長野県         | 信越放送（SBC）           | JNNフラッシュニュース | ○          |           |
| 静岡県         | 静岡放送（SBS）           | JNNフラッシュニュース | ○          |           |
| 富山県         | チューリップテレビ（TUT） | JNNフラッシュニュース | ○          |           |
| 石川県         | 北陸放送（MRO）           | JNNフラッシュニュース | ○          |           |
| 中京広域圏     | CBCテレビ（CBC）          | JNNフラッシュニュース | ○          |           |
| 近畿広域圏     | 毎日放送（MBS）           | JNNフラッシュニュース | ○          |           |
| 鳥取県・島根県 | 山陰放送（BSS）           | JNNフラッシュニュース | ○          |           |
| 岡山県・香川県 | RSK山陽放送（RSK）        | JNNフラッシュニュース | ○          | [ 注 22 ] |
| 広島県         | 中国放送（RCC）           | JNNフラッシュニュース | ○          |           |
| 愛媛県         | あいテレビ（itv）         | JNNフラッシュニュース | ○          |           |
| 高知県         | テレビ高知（KUTV）        | JNNフラッシュニュース | ○          |           |
| 山口県         | テレビ山口（tys）         | JNNフラッシュニュース | ○          |           |
| 福岡県         | RKB毎日放送（RKB）        | JNNフラッシュニュース | ○          |           |
| 長崎県         | 長崎放送（NBC）           | JNNフラッシュニュース | ○          |           |
| 熊本県         | 熊本放送（RKK）           | JNNフラッシュニュース | ○          |           |
| 大分県         | 大分放送（OBS）           | JNNフラッシュニュース | ○          | [ 注 22 ] |
| 宮崎県         | 宮崎放送（MRT）           | JNNフラッシュニュース | ○          |           |
| 鹿児島県       | 南日本放送（MBC）         | JNNフラッシュニュース | ○          |           |
| 沖縄県         | 琉球放送（RBC）           | JNNフラッシュニュース | ○          |           |

- Gガイドのデータを利用している地上デジタル放送の電子番組ガイド（EPG）やYahoo!テレビなどのポータルウェブサイトの番組表、各局公式サイトのタイムテーブルでは、「JNN」を省略して「フラッシュニュース」と表示する局が殆どである。一方で、山陰放送では一時期テレビ公式サイト上で「BSSフラッシュニュース」と表記していた時期があった。

過去のネット局
- 朝日放送（ABC）[注 23]：腸捻転時代に『ABCフラッシュニュース JNN』と改題してネット受けしていた。

### 特別番組のエンディング間近に内包番組が設けられている番組
- 2024年4月時点で、いずれもTBSテレビの制作。
- いずれの特別番組もエンディング間近に内包番組が設けられている。
- 系列局が特別番組をプロ野球中継に差し替える場合でも、中継を中断して内包番組を同時ネットで放送する。

| 曜日 | 番組名                                                                                  |
| ---- | --------------------------------------------------------------------------------------- |
| 月曜 | 『CDTVライブ!ライブ!』                                                                  |
| 火曜 | 『再現できたら100万円!THE神業チャレンジ』 『バナナサンド』                              |
| 水曜 | 『ワールド極限ミステリー』（一部のJNN加盟局を除く）                                     |
| 木曜 | 『プレバト!!』（毎日放送制作の3時間スペシャル） 『ニンゲン観察バラエティ モニタリング』 |
| 金曜 | 『オオカミ少年』 『それSnow Manにやらせて下さい』                                       |
| 日曜 | 『バナナマンのせっかくグルメ!!』 『坂上&指原のつぶれない店』                            |

## 『news23』の告知
- 2011年8月8日から2013年5月31日まで『NEWS23』[注 24]の放送日に限り、番組後半で『今夜のNEWS23』と題して、当日22時54分（通常の時刻、金曜日は23時30分）放送の『NEWS23』の主な項目を当時のメインキャスター・膳場貴子（不在時はフィールドキャスターのアナウンサー）が紹介していた。ただし、重要ニュースが入った場合は行わなかった。
- 2020年11月2日から7年ぶりに、『news23』の放送日に限り、ニュースと当日23時（通常の時刻、金曜日は23時58分）放送の『news23』の主な項目をメインキャスター（小川彩佳）か以下の（サブ）キャスター（いずれも担当の時点ではTBSテレビアナウンサー）から1名が伝えている。
  - 2020年11月2日 - 2021年8月27日：山本恵里伽
  - 2021年8月30日 - 2022年12月：国山ハセン
  - 2023年1月4日 - 2023年9月22日：山本恵里伽
  - 2023年9月25日 - ：藤森祥平（月 - 木曜日）／喜入友浩（金曜日）
- なお、前身番組である『筑紫哲也NEWS23』の最初期にも当番組内で予告を行っており、当時のサブキャスターだった浜尾朱美が、本編の後にその日の主な項目を顔出しブースから伝えていた。